# John Ulugia

a Compétitions nationales et continentales officielles uniquement.

b Matchs officiels uniquement.
Dernière mise à jour le 17 juillet 2024.
John Ulugia, né le 17 janvier 1986 à Auckland (Nouvelle-Zélande), est un joueur australien de rugby à XV pouvant évoluer aux postes de talonneur et de pilier.

## Carrière

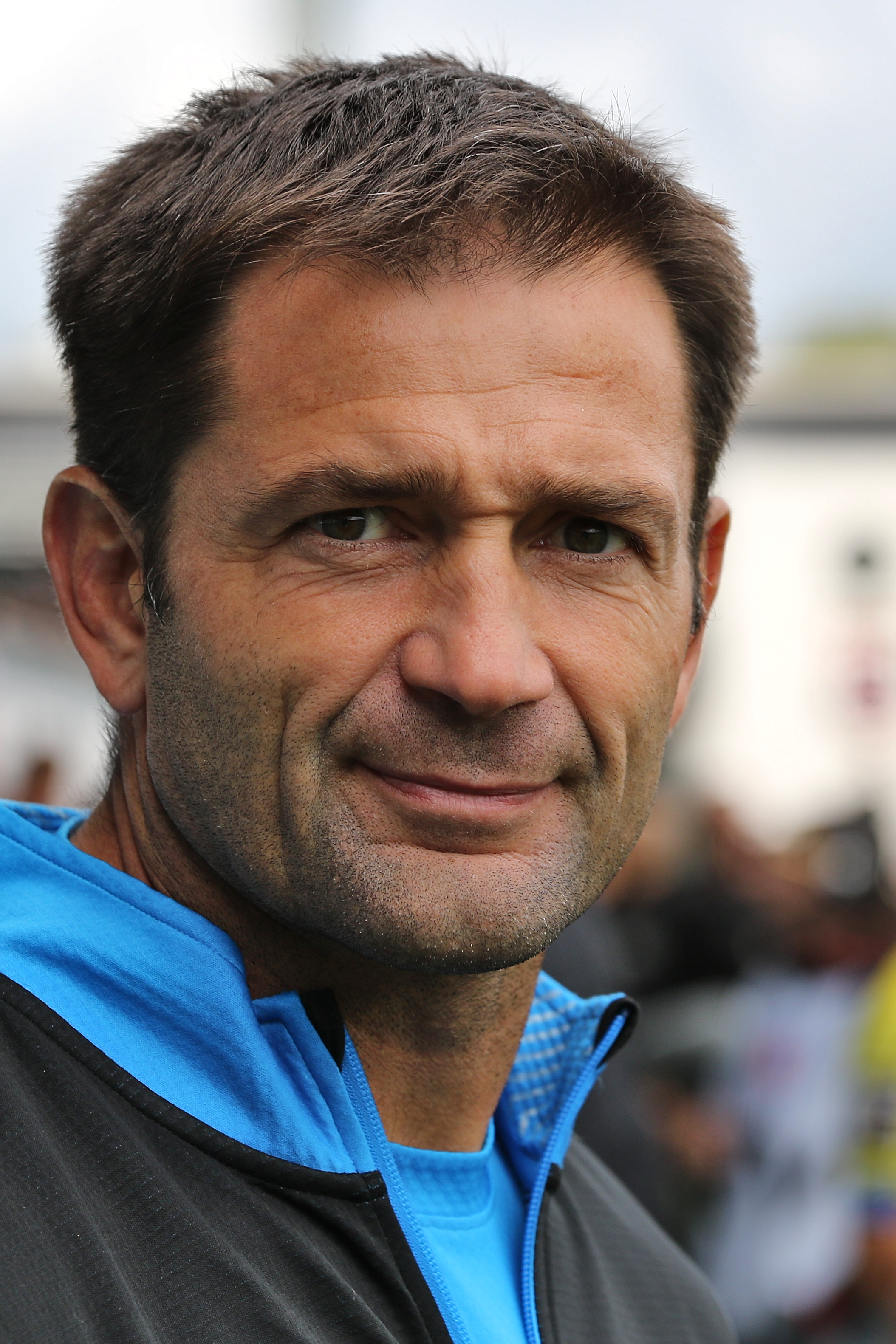
Franck Azéma, ici en 2015, est l'entraîneur de John Ulugia de 2014 à 2020.

### En club
John Ulugia est né à Auckland en Nouvelle-Zélande d'une famille d'origine samoane, mais il grandit en Australie, après que sa famille se soit installée à Melbourne. Enfant, il pratique d'abord le football australien, avant de passer au rugby à XV quelque temps plus tard. Il suit sa formation avec le Moorabbin RC, dans la banlieue de Melbourne, et évolue alors au poste de troisième ligne centre,. Il est repositionné en première ligne à l'âge de 16 ans, lorsqu'il rentre à l'académie des Australian Institute of Sport de Canberra, et joue avec l'académie des Brumbies.
Il fait ses débuts en Super Rugby avec les Brumbies lors de la saison 2006. Il joue quatre saisons avec cette équipe, où il n'obtient que peu de temps de jeu, derrière des joueurs expérimentés comme Jeremy Paul ou Stephen Moore. Il n'est pas conservé après la saison 2009, bien qu'il soit brièvement rappelé la saison suivante, après une blessure de Ben Alexander,. Il joue également avec les Canberra Vikings lors de l'unique édition du Australian Rugby Championship en 2007.
Sans contrat professionnel en 2010, il se contente alors de jouer avec l'équipe amateure de Southern Districts, en Shute Shield. Il attire alors l'attention de la franchise des Waratahs, qui le signe comme troisième talonneur, derrière Tatafu Polota-Nau et Damien Fitzpatrick,. Bien que restant une doublure, il obtient plus de temps de jeu aux Waratahs qu'aux Brumbies, jouant trente-sept matchs en trois saisons,. A côté de sa carrière en Super Rugby, il joue également avec Eastern Suburbs en Shute Shield.
Il quitte les Waratahs en 2013 pour rejoindre le club français de l'US bressane, tout juste promu en Pro D2. 
Après une excellente saison avec le club de l'Ain (vingt-sept matchs, trois essais), il rejoint l'ASM Clermont en Top 14 pour un contrat de deux saisons, plus une autre en option. Recruté comme troisième talonneur derrière Benjamin Kayser et Ti'i Paulo, il devance finalement ce dernier, et se fait remarquer par sa puissance physique et sa défense rugueuse,. Dès sa première saison, il dispute les phases finales de la Coupe d'Europe, avant d'être titulaire pour celles du Top 14. Il est un joueur important de l'effectif clermontois pendant ses six saisons au club, avec qui il est sacré champion de France en saison 2016-2017.
Non-conservé en juin 2020, en raison de son âge (34 ans) et de son statut de non-JIFF, il rejoint alors l'Aviron bayonnais pour un contrat de deux saisons,. Après une première saison en Top 14 avec le club basque, son club est relégué en Pro D2 pour la saison 2021-2022. En juin 2022, il n'est pas conservé au terme de son contrat, et met un terme à sa carrière de joueur.
Rentré vivre en Australie, Ulugia rejoint alors son ancienne équipe des Brumbies, dont il devient dans un premier temps l'entraîneur des avants auprès du centre de formation. Toutefois, en octobre 2022, il est contacté par son ancien coéquipier Stephen Larkham, désormais entraîneur des Brumbies, pour reprendre sa carrière de joueur, en compensation de la blessure de Billy Pollard. Il accepte alors un contrat de courte durée avec la franchise. Il fait son retour sur les terrains à l'occasion de la première journée de la saison 2023 de Super Rugby contre les Waratahs, où après avoir remplacé Lachlan Lonergan au dernier moment sur la feuille de match, il entre en jeu dès la cinquième minute après la blessure de Connal McInerney (en),. Il joue finalement deux matchs lors de la saisons, avant d'arrêter à nouveau sa carrière.
À la suite de cette dernière saison en tant que joueur, il continue à travailler avec les Brumbies, étant cette fois nommé entraîneur spécialiste de la mêlée à partir de la saison 2024 de Super Rugby,.

### En équipe nationale
John Ulugia joue avec la sélection scolaire australienne (en) en 2004.
En 2006, il a été sélectionné avec l'équipe d'Australie de rugby à XV des moins de 21 ans, et participe au championnat du monde en France.
Il est également sélectionné en 2008 avec l'Australie A dans le cadre de la Pacific Nations Cup.

## Palmarès
- Vainqueur du Championnat de France en 2017 avec l'ASM Clermont Auvergne.
- Finaliste de la Coupe d'Europe en 2015 et 2017 avec l'ASM Clermont Auvergne.
- Finaliste du Championnat de France en 2015 et en 2019 avec l'ASM Clermont Auvergne.
- Vainqueur du Challenge européen en 2019 avec l'ASM Clermont Auvergne
- Vainqueur du Championnat de France de Pro D2 en 2022 avec l'Aviron bayonnais.